# Sportowe ratownictwo wodne na World Games 2017 – ratowanie manekina na 50 m kobiet
Ratowanie manekina na 50 m kobiet – jedna z konkurencji sportowego ratownictwa wodnego rozgrywanych podczas World Games 2017 we Wrocławiu.
Eliminacje i finał rozegrane zostały 22 lipca. Zawody odbyły się na pływalni w Hali „Orbita”.

## Rekordy
Przed rozpoczęciem World Games 2017 obowiązywały następujące rekordy:
| Rekord świata      | Laura Quilter | 32,79 | Gold Coast | 6 sierpnia 2016 |
| Rekord World Games | Elena Prelle  | 35,78 | Duisburg   | 21 lipca 2005   |

## Terminarz
| Data          | Godzina (UTC+2)   | Wydarzenie             |
| ------------- | ----------------- | ---------------------- |
| 22 lipca 2017 | 10:00 10:05 10:10 | Wyścigi kwalifikacyjne |
| 22 lipca 2017 | 10:30             | Dodatkowy wyścig       |
| 22 lipca 2017 | 17:30             | Finał                  |

## Wyniki

### Kwalifikacje
Źródło: 

#### Wyścig 1
Godzina: 10:00
| Poz. | Imię i nazwisko      | Narodowość    | Tor | Reakcja | Wynik | Uwagi | Kwal. |
| ---- | -------------------- | ------------- | --- | ------- | ----- | ----- | ----- |
| 1    | Cristina Leanza      | Włochy        | 5   | 0,72    | 36,20 |       | Q     |
| 2    | Bieke Vandenabeele   | Belgia        | 3   | 0,69    | 36,45 |       | Q     |
| 3    | Magalie Rousseau     | Francja       | 4   | 0,72    | 37,06 |       |       |
| 4    | Carina Doyle         | Nowa Zelandia | 2   | 0,70    | 37,14 |       |       |
| 5    | Karolina Faszczewska | Polska        | 7   | 0,69    | 38,72 |       |       |
|      | Yukiko Yamamoto      | Japonia       | 6   | 0,75    | DSQ   |       |       |

#### Wyścig 2
Godzina: 10:05
| Poz. | Imię i nazwisko  | Narodowość | Tor | Reakcja | Wynik | Uwagi | Kwal. |
| ---- | ---------------- | ---------- | --- | ------- | ----- | ----- | ----- |
| 1    | Samantha Howe    | Australia  | 3   | 0,71    | 35,60 |       | Q     |
| 2    | Wu Huimin        | Chiny      | 4   | 0,68    | 35,86 |       | Q     |
| 3    | Yurika Mitsui    | Japonia    | 2   | 0,67    | 36,79 |       | PO    |
| 4    | Annalena Geyer   | Niemcy     | 5   | 0,67    | 36,82 |       | R     |
| 5    | Dai Xiaodie      | Chiny      | 6   | 0,79    | 36,89 |       |       |
| 6    | Aurélie Romanini | Belgia     | 7   | 0,68    | 37,01 |       |       |
| 7    | Julia Wróbel     | Polska     | 1   | 0,73    | 38,72 |       |       |

#### Wyścig 3
Godzina: 10:10
| Poz. | Imię i nazwisko | Narodowość    | Tor | Reakcja | Wynik | Uwagi | Kwal. |
| ---- | --------------- | ------------- | --- | ------- | ----- | ----- | ----- |
| 1    | Mariah Jones    | Australia     | 3   | 0,74    | 35,44 | WG    | Q     |
| 2    | Margaux Fabre   | Francja       | 4   | 0,67    | 35.49 |       | Q     |
| 3    | Kerstin Lange   | Niemcy        | 5   | 0,68    | 35,97 |       | Q     |
| 4    | Serena Nigris   | Włochy        | 2   | 0,70    | 36,79 |       | PO    |
| 5    | Antía García    | Hiszpania     | 6   | 0,71    | 37,66 |       |       |
| 6    | Núria Payola    | Hiszpania     | 7   | 0,74    | 38,05 |       |       |
| 7    | Olivia Corrin   | Nowa Zelandia | 1   | 0,75    | 39,71 |       |       |

### Dodatkowy wyścig
Źródło: 

Godzina: 10:30
| Poz. | Imię i nazwisko | Narodowość | Tor | Reakcja | Wynik | Uwagi | Kwal. |
| ---- | --------------- | ---------- | --- | ------- | ----- | ----- | ----- |
| 1    | Yurika Mitsui   | Japonia    | 4   | 0,65    | 36,67 |       | Q     |
| 2    | Serena Nigris   | Włochy     | 5   | 0,72    | 37,23 |       |       |

### Finał
Źródło: 

Godzina: 17:30
| Poz.   | Imię i nazwisko    | Narodowość | Tor | Reakcja | Wynik | Uwagi |
| ------ | ------------------ | ---------- | --- | ------- | ----- | ----- |
| złoto  | Wu Huimin          | Chiny      | 6   | 0,72    | 34.97 | WG    |
| srebro | Mariah Jones       | Australia  | 4   | 0,74    | 35,61 |       |
| brąz   | Cristina Leanza    | Włochy     | 7   | 0,73    | 36,29 |       |
| 4      | Samantha Howe      | Australia  | 3   | 0,71    | 36,59 |       |
| 5      | Yurika Mitsui      | Japonia    | 8   | 0,68    | 36,74 |       |
| 6      | Kerstin Lange      | Niemcy     | 2   | 0,69    | 36,78 |       |
| 7      | Bieke Vandenabeele | Belgia     | 1   | 0,68    | 38,79 |       |
|        | Margaux Fabre      | Francja    | 5   | 0,71    | DSQ   |       |